# Vicente Gómez Chirivella
Vicente Gómez Chirivella (València, 16 de desembre de 1938) és un polític valencià, diputat a Corts Valencianes en la primera legislatura.

## Trajectòria
Militant del PCPV, fou conseller designat per la Diputació de València entre setembre i desembre de 1979, l'últim consell dirigit per Josep Lluís Albinyana i Olmos. El seu successor, Enric Monsonís Domingo, el va nomenar conseller de Transports i Turisme en setembre de 1982, i el successor d'aquest, Joan Lerma i Blasco, el confirmà en el càrrec en novembre de 1982 fins a juny de 1983.
Fou elegit diputat a les eleccions a les Corts Valencianes de 1983 en les llistes del PCPV. Fou membre de la Comissió Permanent no legislativa de seguretat nuclear de les Corts Valencianes fins a 1987.